# Jana Švandová
Jana Švandová (ur. 3 lipca 1947 w Pradze) – czeska aktorka.

## Filmografia
- 1977: Wodzirej
- 1985: List gończy
- 1988: Penelopy
- 1989: Powrót wabiszczura
- 1995: Ogród
- 2009: 2 młode wina